# Politiska krisen i Thailand 2008-2010

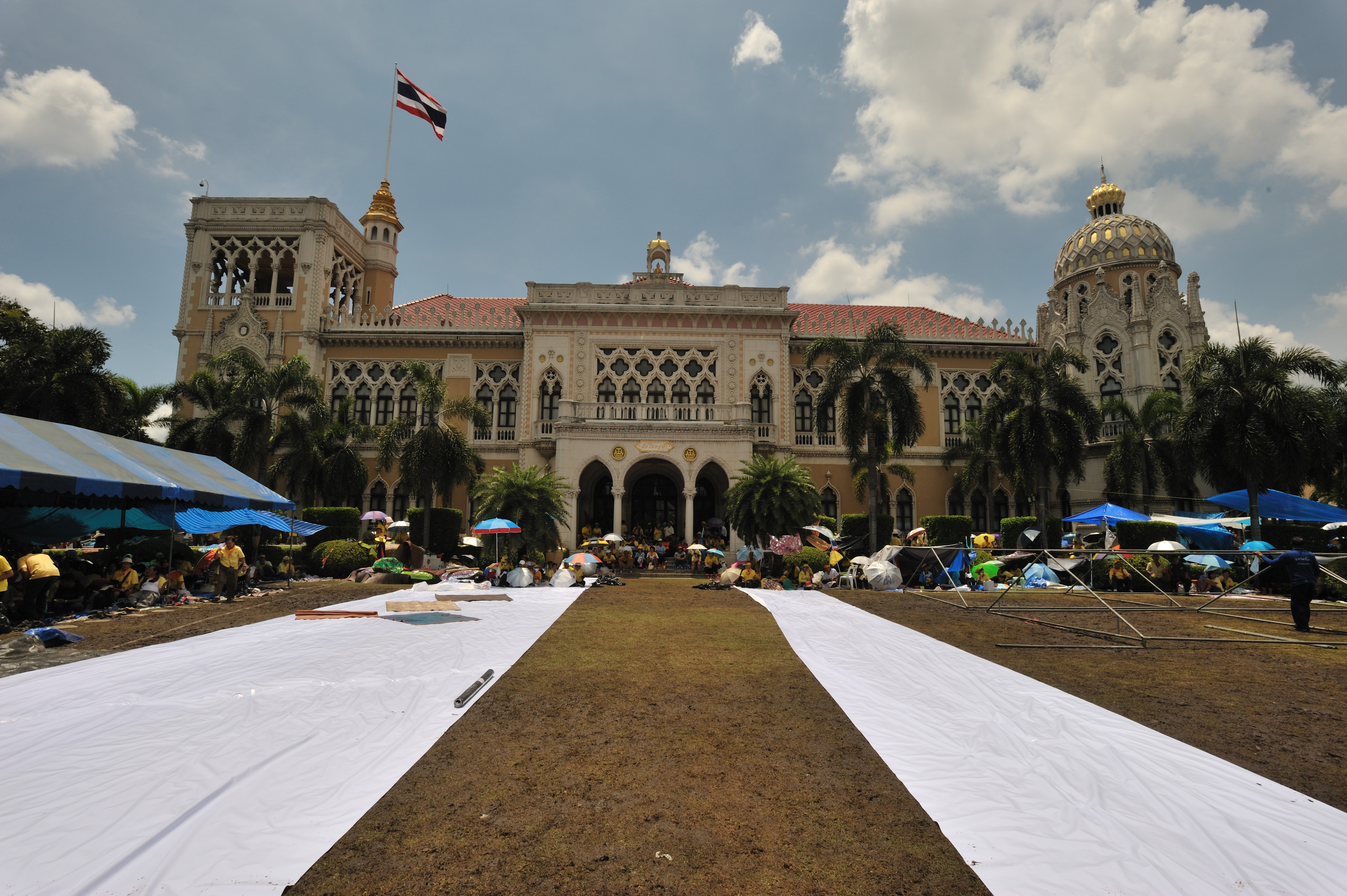
Folkalliansen för demokrati belägrade Thailands regeringsbyggnad från augusti till december 2008.

Thailands politiska kris 2008–2010 var en konflikt i Thailand mellan ledarna i Folkalliansen för demokrati och Folkmaktspartiet, Samak Sundaravej och Somchai Wongsawat, och senare mellan Demokratiska partiets Abhisit Vejjajiva och Demokratiska alliansen mot diktatur. Det var en fortsättning av Thailands politiska kris 2005-2006, där Folkalliansen för demokrati protesterade mot Thai Rak Thais regering med premiärministern Thaksin Shinawatra. Folkalliansen för demokrati bär vanligtvis gula kläder, då kallade gulskjortor, kungen Bhumibol Adulyadejs färg. Demokratiska alliansen mot diktaturs anhängare bär ofta rött, och kallas då rödskjortor, och är kända som anhängare till den störtade premiärministern Thaksin Shinawatra.